# Corona 76
Corona 76 – amerykański satelita rozpoznawczy do wykonywania zdjęć powierzchni Ziemi. Trzeci statek serii Keyhole-4A tajnego programu CORONA.

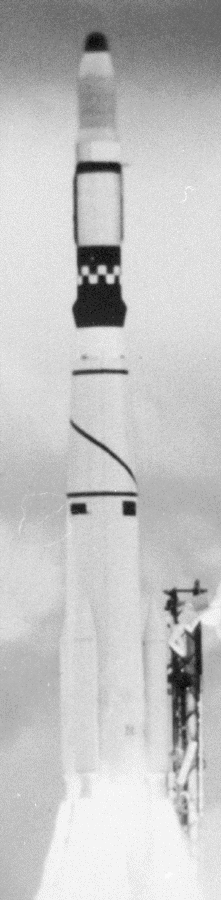
Start rakiety Thor Agena D z satelitą Corona 76

Materiał zdjęciowy oceniono jako satysfakcjonujący. Wystąpiły małe uszkodzenia spowodowane wyładowaniami elektrostatycznymi i przeciekami światła.
Statek przenosił również płyty z emulsją czułą na promieniowanie kosmiczne.
Satelity serii KH-4A wykonały łącznie 517 688 zdjęć na 394,11 km taśmy filmowej.